# Herman Wessels
Hermannes (Herman) Wessels (Rijssen, 20 juni 1954 – Rijssen, 25 juni 2007) was een Nederlands ondernemer en sportbestuurder.

## Biografie

### Jeugd en gezin
Herman Wessels was het zesde en jongste kind van een gezin dat bestond uit drie jongens en drie meisjes. Hij trouwde in 1977 met de uit Holten afkomstige Jannie Brinks. Ze kregen drie kinderen, één dochter en twee zoons.

### VolkerWessels
Wessels was werkzaam in de bouw en was, samen met zijn broer Dik Wessels, directeur van de onderneming Koninklijke Volker Wessels Stevin (VolkerWessels). Hij was sinds 1974 in dienst bij de voorloper van deze onderneming, bouwbedrijf Wessels. Laatstelijk had hij de functie van directeur van de divisie Bouw en Vastgoed Nederland.

### FC Twente
Van 1999 tot 2004 was hij voorzitter van FC Twente. In die periode was het hoogtepunt het winnen van de KNVB Beker in 2001. De finale vond plaats in Rotterdam tussen PSV en FC Twente. Na een 0-0-eindstand won FC Twente na strafschoppen. Wessels zei na de wedstrijd: "Alles klopte die dag; de Kuip die voor 80 procent gevuld was met Tukkers en natuurlijk de krankzinnige wedstrijd." Dieptepunt in het voorzitterschap van Wessels was het feit dat de dag na de vuurwerkramp in Enschede de competitiewedstrijd tegen Feyenoord gewoon doorging, wat in Enschede tot veel onbegrip leidde. Zelf zei hij hier later over: "Achteraf hadden we tegen Feyenoord niet moeten spelen, maar ik realiseerde me die zaterdagavond de impact van de ramp niet."
Onder Wessels' leiding werd FC Twente van een stichting omgezet in een bv. Na zijn voorzitterschap werd hij lid van de raad van commissarissen. In april 2007 werd hij benoemd tot erelid van de club.

## Overlijden
In 2004 werd bij Wessels kanker geconstateerd. Hij overleed in 2007 op 53-jarige leeftijd en werd begraven op de Gemeentelijke Begraafplaats Het Lentfert in Rijssen.

## Onderscheidingen en lidmaatschappen
Herman Wessels was ook bekend als bestuurder van allerlei verenigingen. Hij was voorzitter van De Kring Werkgevers Rijssen (KWR) en was voorzitter van de sponsorcommissie van de plaatselijke voetbalclub Excelsior'31. Bij de protestantse gemeente Rijssen Open Hof was Wessels destijds betrokken bij de oprichting van de kerk. Zijn verdiensten voor tal van organisaties, de regio Twente en zijn inzet voor FC Twente leverden hem op 16 juni 2007 een benoeming tot Ridder in de Orde van Oranje-Nassau op.